# Alto del Cordal
Die Alto del Cordal ist ein 790 Meter hoher spanischer Gebirgspass in der Provinz Asturien. Er verbindet die Gemeinde Riosa im Norden mit Lena im Süden. Die Straße führt über die schmale AS-231.

## Auffahrten
Die Nordauffahrt beginnt in der Ortschaft La Vega und weist auf einer Länge von acht Kilometern eine Durchschnittsteigung von 5,9 % auf. Die Kilometerschnitte der kurvenreichen Auffahrt liegen meist bei rund 6 % wobei im oberen Teil ein kurzes Flachstück erreicht wird.
Die Südauffahrt von Pola de Lena ist 5,5 Kilometer lang und weist eine durchschnittliche Steigung von 8,9 % auf. Die unrhythmische Auffahrt beinhaltet Kilometerschnitte von mehr als 10 %, wobei der letzte Kilometer mit rund 12 % die höchsten Steigungsprozente aufweist.

## Radsport
Die Alto del Cordal wird bei der Vuelta a España meist in Kombination mit dem bekannten Schlussanstieg des Alto de Angliru absolviert. Dabei wird die anspruchsvollere Südauffahrt des Passes befahren, die als Bergwertung der 1. Kategorie klassifiziert wird. Nachdem die Passhöhe erreicht wurde, folgt eine technisch anspruchsvolle Abfahrt, ehe der Anstieg auf den Alto del Angliru in der Ortschaft La Vega beginnt. Seit der Erstbefahrung der Alto del Cordal auf der 8. Etappe der Vuelta a España 1999, stand sie zehn weitere Male im Programm der Spanien-Rundfahrt.
Mit Ruslan Ivanov führte im Jahr 1999 ein Moldawier als erster Fahrer über die Alto del Cordal. In den Jahren 2000 und 2002 wurde die Südauffahrt des Passes erneut passiert, wobei sich Gilberto Simoni und Óscar Pereiro die Bergwertung der 1. Kategorie sicherten. Nach einer sechsjährigen Unterbrechung kehrte die Kombination aus Alto del Cordal und Alto de Angliru im Jahr 2008 ins Programm der Spanien-Rundfahrt zurück und wurde im Anschluss auch in den Jahren 2011 und 2013 genutzt. Nach den beiden Franzosen Christophe Kern und David Moncoutié führte mit Paolo Tiralongo erneut ein Italiener über die Passhöhe.
In den Jahren 2014 und 2015 wurde die Alto del Cordal erstmals in Abwesenheit des Alto de Angliru befahren. Die Organisatoren führten das Fahrerfeld über die flachere Nordauffahrt, die ebenfalls als Bergwertung der 1. Kategorie klassifiziert wurde. Mit Luis Léon Sánchez und Omar Fraile waren es zwei Spanier die über den Pass führten, der aufgrund seiner größeren Distanz zum Ziel jedoch keinen großen Einfluss auf den Rennausgang hatte.
Mit dem Jahr 2017 kehrte die klassische Kombination aus Alto del Cordal und Alto de Angliru zurück, wobei sie im Jahr 2021 im Vorfeld der nahegelegenen Alto del Gamoniteiro (1770 m) unter dem Namen Altu la Segá o del Cordal überquert wurde. Bei ihrer bislang letzten Überquerung auf der 17. Etappe der Vuelta a España 2023 wurde der Pass erneut im Vorfeld der Alto de Angliru überquert.
| Jahr | Etappe     | Bergwertung  | Fahrer            | Auffahrt |
| ---- | ---------- | ------------ | ----------------- | -------- |
| 1999 | 8. Etappe  | 1. Kategorie | Ruslan Ivanov     | Süd      |
| 2000 | 16. Etappe | 1. Kategorie | Gilberto Simoni   | Süd      |
| 2002 | 15. Etappe | 1. Kategorie | Óscar Pereiro     | Süd      |
| 2008 | 13. Etappe | 1. Kategorie | Christophe Kern   | Süd      |
| 2011 | 15. Etappe | 1. Kategorie | David Moncoutié   | Süd      |
| 2013 | 20. Etappe | 1. Kategorie | Paolo Tiralongo   | Süd      |
| 2014 | 16. Etappe | 1. Kategorie | Luis Léon Sánchez | Nord     |
| 2015 | 16. Etappe | 1. Kategorie | Omar Fraile       | Nord     |
| 2017 | 20. Etappe | 1. Kategorie | Marc Soler        | Süd      |
| 2020 | 12. Etappe | 1. Kategorie | Guillaume Martin  | Süd      |
| 2021 | 18. Etappe | 1. Kategorie | Michael Storer    | Nord     |
| 2023 | 17. Etappe | 1. Kategorie | Remco Evenepoel   | Süd      |